# Реттенбах (Верхній Пфальц)
Реттенбах (нім. Rettenbach) — громада в Німеччині, розташована в землі Баварія. Підпорядковується адміністративному округу Верхній Пфальц. Входить до складу району Кам. Складова частина об'єднання громад Фалькенштайн.
Площа — 26,72 км2. Населення становить 1817 ос. (станом на 31 грудня 2020).

## Галерея

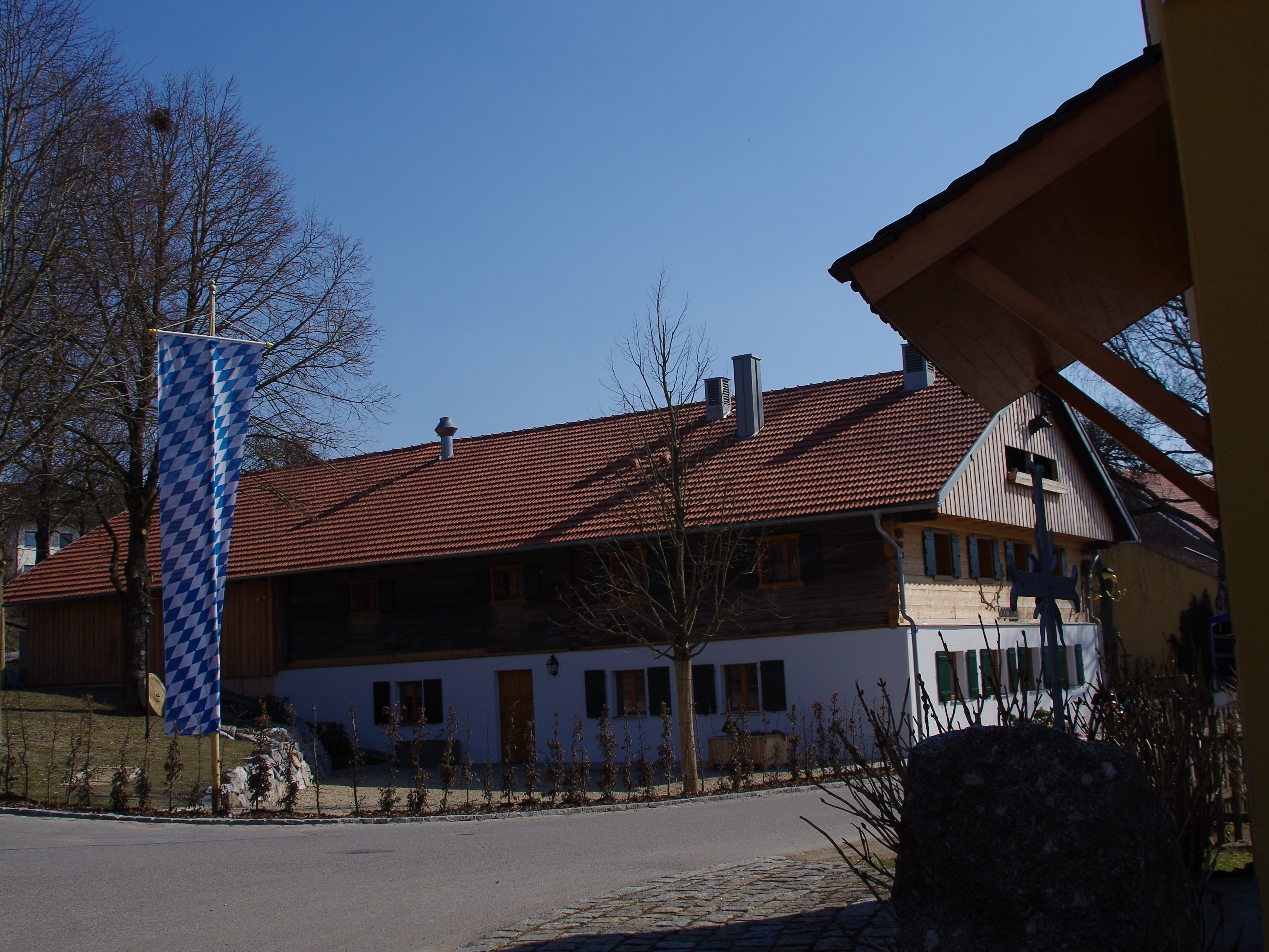
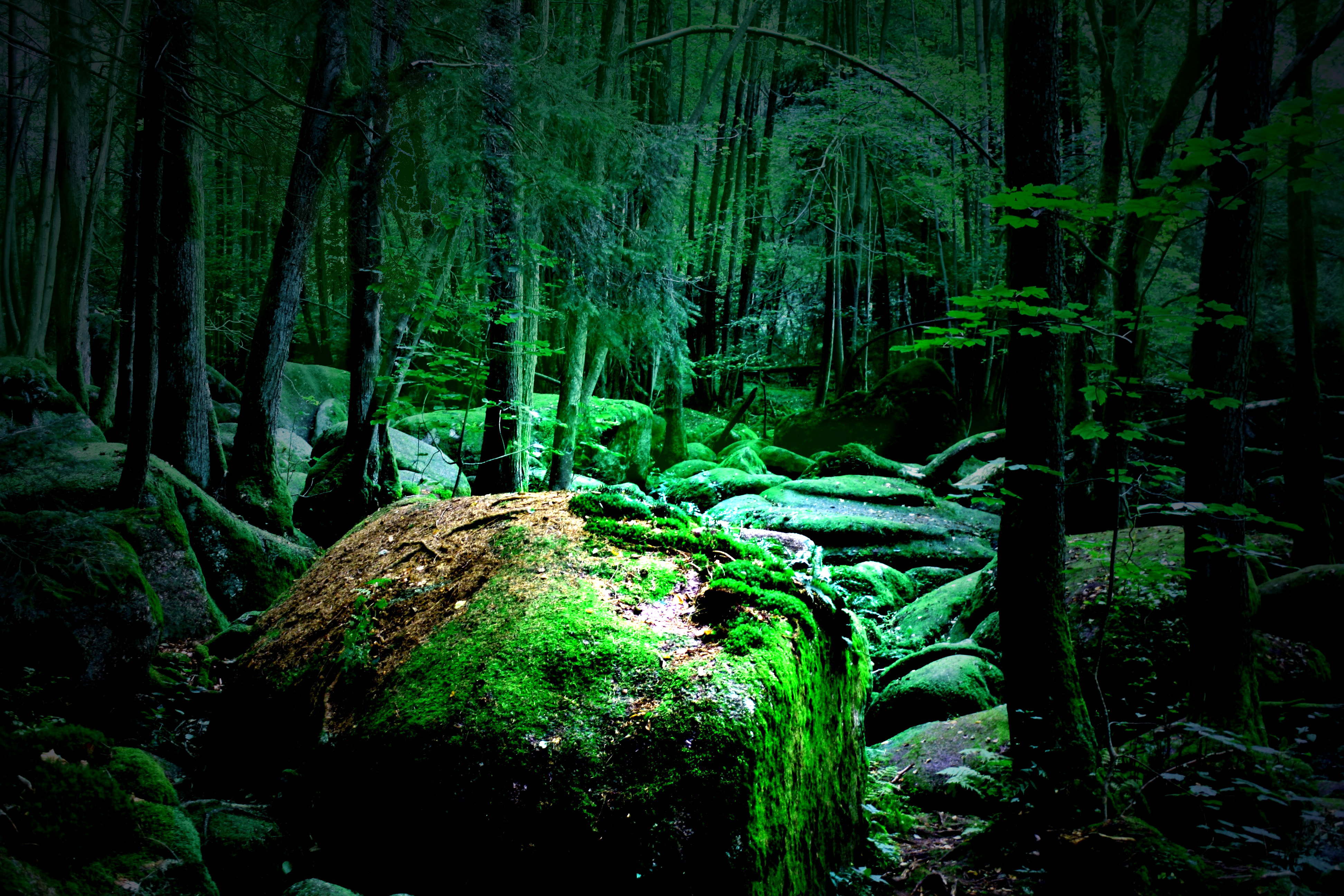